# Maria Àngels Bardina i Vidal
Maria Àngels Bardina Vidal, coneguda esportivament com a Àngels Bardina, (l'Hospitalet de Llobregat, 3 de juny de 1980) és una exnedadora catalana.
Membre del CN L'Hospitalet i del CN Sant Andreu, va ser presidenta del CN L'Hospitalet entre l'any 2007 i l'any 2010. Va guanyar el Campionat d'Espanya d'hivern de 200 m esquena (1997), 200 m lliure (1998), 400 m lliure (1998, 1999) i 800 m lliure (1997, 1998, 1999) i el Campionat d'Espanya d'estiu de 400 m estils (1997), 400 m lliure (1998, 1999, 2000) i 800 m lliure (1997-2000). Va participar en els Jocs Olímpics de Sydney (2000), en el Campionat del Món (1998) i en diversos campionats d'Europa. Va guanyar la medalla d'argent dels Jocs del Mediterrani de Bari 1997 en els 800 metres lliures. El seu principal entrenador va ser Joan Fortuny entre els anys 1994-2001.
Es va retirar l'any 2007. L'any 2000 va rebre la distinció Millor Nedadora Catalana de l'Any de la Federació Catalana de Natació, i l'any 2004, la medalla d'or de la Federació Espanyola. Va col·laborar en tasques directives a la Federació Catalana de Natació.